# Le Camping des foutriquets
Le Camping des foutriquets és una comèdia pornogràfica de Yannick Perrin estrenada en DVD el 2007. És un pastitx de la pel·lícula Camping, de Fabien Onteniente, un gran èxit a la taquilla francesa de l'any anterior.

## Sinopsi
Com cada any a la mateixa època, Tony Lefèvre, acompanyat de la seva dona Corinne, va fer el viatge de Saint-Ouen (Illa de França) a Le Camping des foutriquets a Còrsega, comuna de Pignole-les-Bains, per passar-hi les seves vacances. Allà està content de conèixer en Castelli, el propietari del càmping, i la Lysa la recepcionista que fa tres dies que l'espera impacient. Aquell any també hi eren presents tres turistes txeques, de qui tothom e inics pensa inicialment que són lesbianes, i un metge parisenc proctòleg que s'ha perdut a bord del seu Lamborghini, amb la seva jove assistent, Clarisse, a causa d'una vaga de ferris.

## Al voltant de la pel·lícula
Le Camping des foutriquets es va rodar al Gabriel Louchet de Còrsega el setembre de 2006. Produït per VCV Communication, l'editor de Hot Vidéo, va requerir un pressupost de 120.000 €, xifra aleshores inèdita per una pel·lícula francesa X dels anys 2000 (tanmateix, el rècord va ser batut l'any següent per Casino - No Limit produït per Dorcel). La preestrena va tenir lloc el 5 de març del 2007 en una sala de cinema a La Défense.

## Repartiment
- Vayana: Corinne Lefèvre, mestressa de casa i dona infidel.
- Tony Carrera: Tony Lefèvre. Gran aficionat a la petanca i el bàdminton, viatja cada any de Saint-Ouen a passar les seves vacances de càmping amb la seva dona Corinne.
- HPG: Castelli, el propietari del càmping.
- Liza Del Sierra: Liza, la recepcionista.
- Mahé: Émilie, la parella de Willy.
- William Le Bris: Willy, company d'Emilie.
- Chloé Delaure: Justine, jove amiga de Michael.
- J.P.X. : Miquel.
- Melissa Black: primera turista txeca (rossa).
- Sarah Twain: segona turista txeca (morena).
- Jane Darling: tercera turista txeca (rossa).
- Alyson Ray: Mathilde Bazir (sense escena pornogràfica).
- Rodolphe Antrim: Rodolphe Bazir, mitòman que es fa passar per un armador grec.
- Didier Noisy: Rémi Grumeau, el belga (sense escena pornogràfica).
- Phil Holliday: Philou, el cambrer.
- Lydia Saint Martin: Sylvie, la dona de Rémi Grumeau.
- Cynthia Lavigne: Clarisse.
- Alban Ceray: Gaétan, un proctòleg parisenc obligat a passar una nit al càmping, amb la seva jove ajudant Clarisse, a causa d'una vaga de ferris.

## Premis
- X Awards 2008 : Millor pel·lícula